# Сан Мартино Басо (Перуђа)
Сан Мартино Басо је насеље у Италији у округу Перуђа, региону Умбрија.
Према процени из 2011. у насељу је живело 16 становника. Насеље се налази на надморској висини од 253 м.